# Гвоздики пізні
{{#ifeq:0|0|{{#if:Dianthus serotinus|{{#if:|[[]}}|[[]]}}}}
Гвоздики пізні, гвоздика пізня (Dianthus serotinus) — вид квіткових рослин з родини гвоздикових.

## Біоморфологічна характеристика
Це багаторічна пучкова трав'яниста рослина 10–30 см заввишки з потужним кореневищем. Стебла слабо облистяні, від висхідних до прямих. Приземні листки ростуть у розетці. Чашечки 25–30 мм завдовжки. Пелюстки білуваті. Плід — коробочка. Цвітіння: липень — вересень.

## Проживання
Країни проживання: Австрія, Хорватія, Словаччина, Польща, Угорщина, Румунія, Україна.
В Україні вид росте на пісках і на кам'янистих схилах — у західному Поліссі, розсіяно.